# Vohitrafeno
Vohitrafeno is een plaats en commune in het zuiden van Madagaskar, behorend tot het district Fianarantsoa II, dat gelegen is in de regio Haute Matsiatra. Tijdens een volkstelling in 2001 telde de plaats 9.830 inwoners.
De plaats biedt naast lager onderwijs ook middelbaar onderwijs aan. 97 % van de bevolking werkt als landbouwer, 2 % houdt zich bezig met veeteelt en 0,4 % verdient zijn brood als visser. Het belangrijkste landbouwproduct is rijst; andere belangrijke producten zijn mais, maniok en zoete aardappelen. Verder is 0,5% actief in de dienstensector en heeft 0,1% een baan in de industrie.